# Ioan Nasleu
Ioan Nasleu (n. 21 ianuarie 1971) este un politician român, membru în Partidul România Mare. Ion Nasleu a fost validat ca senator la data de 4 februarie 2008, când l-a înlocuit pe senatorul Valentin Dinescu. Ioan Nasleu a inițiat 21 de propuneri legislative. 